# Bombylius pericaustus
Bombylius pericaustus är en tvåvingeart som beskrevs av Friedrich Hermann Loew 1873. Bombylius pericaustus ingår i släktet Bombylius och familjen svävflugor. Inga underarter finns listade i Catalogue of Life.